# Дойрански ръкувания
„Дойрански ръкувания“ (на македонска литературна норма: „Дојрански ракувања“) е фестивал на изкуствата (литература, музика, танц, театър, кино), провеждан в Северна Македония от 1976 година насам.
В първите си години е предимно литературна проява, на която известни поети и писатели четат свои литературни творби. По-късно тематичният спектър на фестивала се разширява. Изпълняват се народни и забавни песни, играят се народни и други танци, прожектират се игрални и документални филми, изнасят се театрални представления, изявяват се изпълнители от Северна Македония и от съседни държави.